# Font de la O
La Font de la O és una font i una petita partida rural del poble d'Aramunt, a l'antic terme del mateix nom, pertanyent a l'actual municipi de Conca de Dalt, al Pallars Jussà.
Està situada a 515 m d'altitud, al sud-oest de les Eres, actual poble d'Aramunt. És al marge esquerre del riu de Carreu, i als peus del serrat que pren el nom de la font. Al voltant de la font es forma un paratge amb dues peces d'hort que es reguen amb les aigües de la font, i que constitueixen una petita partida de 0,2919 hectàrees que inclou una petita zona de pastura i d'arbres de ribera.
Passa ran de la font la pista rural que enllaça Aramunt amb Tremp per la vora esquerra del pantà de Sant Antoni i amb Orcau a través de la vall de Montesquiu, el Camí de Tremp.